# Scogli di Mortorietto
Gli scogli di Mortorietto sono un gruppo di isolotti del mar Tirreno situati a nord-est dell'isola di Mortorio, nella Sardegna nord-orientale.

Appartengono amministrativamente al comune di Olbia.